# Ceny Anděl 2009
Ceny Akademie populární hudby Anděl 2009 byly vyhlášeny 17. dubna 2010 v Incheba Aréně na pražském Výstavišti v přímém přenosu televize Nova. Žánrové ceny byly vyhlášeny 12. dubna 2010 v KC Novodvorská v Praze. Nominace byly zveřejněny 15. března 2010.
Právě nominace hlavních cen se následně ale změnily, z nominací byli vyřazeni ti, kteří se nemohli zúčastnit ceremoniálu (např. Jaromír Nohavica či skupina Kabát). To ale vyvolalo mezi publicisty kritiku pořadatelské agentury Lewron, která pak nominace upravila. V každé kategorii tak je určena širší nominace pěti jmen, ze které postoupili do užší nominace (tři jména) jen ti, kteří mohli vystoupit na ceremoniálu. Seznam uvedený níže už zobrazuje upravené nominace, na prvním místě je laureát ceny, na druhém a třetím užší nominace, na čtvrtém a pátém místě pak širší nominace.

## Výsledky

### Hlavní ceny

#### Zpěvák roku
- Tomáš Klus – Hlavní uzávěr splínu
- Petr Kolář – Akusticky v Karlíně
- Michal Hrůza – Napořád

#### Zpěvačka roku
- Ewa Farna – Virtuální
- Aneta Langerová – Jsem
- Klára Vytisková – Pocta Zuzaně Navarové

#### Skupina roku
- Monkey Business – Twilight of Jesters?
- Vypsaná fiXa – Klenot
- Kašpárek v rohlíku – Kašpárek navždy

#### Album roku
- Charlie Straight – She's a Good Swimmer
- Monkey Business – Twilight of Jesters?
- Miroslav Žbirka – Empatia

#### Skladba roku
- Aneta Langerová – V bezvětří
- Mandrage – Hledá se žena
- Xindl X – Anděl

#### Objev roku
- Charlie Straight – She's a Good Swimmer
- David Deyl – Hlavolam
- SunFlower Caravan – SunFlower Caravan

#### Videoklip roku
- Charlie Straight – Platonic Johny, režie Vít Haratek
- Toxique – Honey, režie Jan Míka ml.
- Xindl X – Anděl, režie Jakub Sommer

#### Nejprodávanější deska roku
- Jaromír Nohavica – V Lucerně

#### Síň slávy
- Marie Rottrová

### Žánrové ceny

#### Album roku Alternativní hudba
- Květy – Myjau
- Kazety – Kazety
- LU – Owes and Vows

#### Album roku Ska & Reggae
- Green Smatroll – Rude Jazz
- Dub.O.Net – Fly Away
- Uraggan Andrew & Reggae Orthodox – Uraggan Andrew & Reggae Orthodox

#### Album roku Jazz & Blues
- Jaromír Honzák Quintet – Little Things
- Beata Hlavenková – Joy For Joel
- Tomáš Liška – Invisible World

#### Album roku World Music
- BraAgas – Tapas
- Tomáš Kočko a Orchestr – Koleda
- Ida Kelarová, Desiderius Dužda, Jazz Famelija – Aven Bachtale!

#### Album roku Folk & Country
- Žamboši – Přituhuje
- Jablkoň – Půlpes
- Žofie Kabelková – Peřiny z vody

#### Album roku Elektronická hudba
- Mythematica – Mythematica
- Midi lidi – Hastrmans, Tatrmans and Bubáks
- Sporto – More

#### Album roku Hip-hop & R´n´B
- BPM – Horizonty
- James Cole – Kapitán láska
- WWW – Tanec sekyr

#### Album roku Hard & Heavy
- Negative Face – Garden Of Wishes
- Dying Passion – Absorb
- Mindwork – Into The Swirl